# Piotr Patrycjusz
Piotr Patrycjusz lub Petros Patrikios, także Petros (stgr. Πέτρος ὁ Πατρίκιος; ur. ok. 500 r., zm. 564 r.) – historyk bizantyński.
Piotr Patrycjusz był wysokim urzędnikiem cesarskim i posłem, pozostawił po sobie Dzieje obejmujące historię Rzymu od roku 43 do 358 oraz pracę O organizacji państwowej.

## Życie
Piotr urodził się około 500 roku w Tesalonice. Zdobył wykształcenie retoryczne i prawnicze. Jako sławny w Konstantynopolu adwokat i mówca dostał się na dwór cesarza Justyniana I, gdzie doszedł do wysokich godności państwowych. Był wielokrotnie posłem cesarskim. W 535 roku stanął na czele poselstwa do córki króla gockiego Teodoryka Wielkiego, Amalasunty, sprawującej władzę w Italii w imieniu małoletniego syna. Z nieznanych powodów Ostrogoci wtrącili Piotra do więzienia. Został uwolniony dopiero po 4 latach przez Witigesa. Po powrocie do Konstantynopola prowadził rokowania z papieżem Wigiliuszem w sprawach religijnych. Dużym sukcesem zakończyła się kolejna misja dyplomatyczna Piotra do króla perskiego Chosroesa w 563 roku, która doprowadziła do zawarcia 50-letniego pokoju pomiędzy Bizancjum a Persją. Obszerny opis przebiegu tego poselstwa przekazał w swojej Historii Menander Protektor. Za zasługi dyplomatyczne Piotr otrzymał wysoki urząd magistra officiorum, sprawującego funkcje ministra spraw zagranicznych i mistrz ceremonii dworskich oraz tytuł patrycjusza (patríkios). Doszedł do wielkiego bogactwa, co stało się przyczyną zawiści Prokopiusza z Cezarei, który w Historii sekretnej oskarżał go o nienasyconą chciwość i służalczość oraz o zamordowanie na polecenie cesarzowej Teodory, królowej Amalasunty, czemu według Prokopiusza miał zawdzięczać całą swoją dworską karierę.

## Twórczość

### Dzieje
Piotr Patrycjusz napisał dwie prace historyczne. Z pierwszej, zatytułowanej Dzieje (Historiáj) zachowało się około 20 fragmentów w Ekscerptach o poselstwach Konstantyna Porfirogenety. Utwór był podzielony na kolejne partie obejmujące dzieje cesarzy rzymskich ujęte w porządku chronologicznym. Z zachowanych urywków wynika, że Dzieje zaczynały się od zawiązania drugiego triumwiratu w 43 roku przed Chrystusem i zostały doprowadzone do czasów Juliana Apostaty jako cenzora (358 rok). Pozostałe fragmenty, już bezimienne informują o panowaniu kilku kolejnych cesarzy do Konstantyna Wielkiego włącznie. Większa partia końcowa jest nazywana Anonimem – kontynuatorem historii Diona Kasjusza, z której Piotr przede wszystkim korzystał.

### O organizacji państwowej
Druga książka Piotra nosiła tytuł O organizacji państwowej (Perí tes politikés katastáseos). Zachowały się z niej dwa ekscerpty w zbiorze O ceremoniach dworu bizantyńskiego Konstantyna Porfirogenety. Szczególną wartość ma opis etykiety obowiązującej na dworze cesarskim, a przede wszystkim ceremonii koronacyjnych w V i VI wieku. Czasami przypisuje się również Piotrowi autorstwo nie zachowanego pisma O wiedzy państwowej (Perí politikés pistémes). Hipoteza ta opiera się jednak na wątpliwych, pośrednich świadectwach.

### Język
Analiza filologiczna zachowanych fragmentów pism Patrycjusza, wsparta wzmianką Menandra Protektora, wskazuje, że Piotr jako pierwszy w literaturze bizantyńskiej, wbrew panującym powszechnie zasadom literackim, posługiwał się częściowo w swych pismach mową żywą, potoczną kojne, z uszczerbkiem dla klasycznego języka attyckiego, zapewne w intencji dotarcia do szerszego kręgu czytelników.